# Argyractis danaealis
Argyractis danaealis là một loài bướm đêm trong họ Crambidae.